# المنسية (مسلسل)
المنسية مسلسل تلفزيوني إجتماعي أردنى، تأليف رياض سيف، وأخراج بسام المصري، بطولة جميل عواد، جولييت عواد، سمر سامي وآخرون، بُث لأول مره خلال الموسم الرمضاني عام 2000م.

## قصة المسلسل
تدور قصة المسلسل حول أخوين "هدى" (سمر سامي)، و"أحمد" (جميل براهمة) اللذان يعيشان في إحدى المدن الأردنية، والذي يأمرها أبيهما (علي عبد العزيز) وهو على فراش الموت للعودة إلي مسقط رأسه والذي تركها في شبابه بسبب ارتكابه جريمة قتل، وهى قرية المنسية النائية، والبحث عن "راجح الجبلي" لمعرفة حقيقة نسب الأسرة. عند وصولهما للقرية يجدون إن "راجح الجبلي" قد مات مند زمن، ولم يبق من عائلته في المنسية إلا أخته "صبحه" (رفعت النجار). يصطدم كل من "هدى" و"أحمد" بالحال المزري لسكان القرية ومعاناتهم من قلة الخدمات وشح المياه الذي يسطر عليها "فارس باشا" (جميل عواد). تباشر "هدى" عملها كطبيبة في عيادة القرية المهجورة، وتحاول أن تحرض سكان المنسية للتصدي لظلم فارس باشا وولده "عادل" (صلاح الحوراني) لهم، وتدخل معهما في صراع خفى مستنده على دعم "صبحه" والجده "إم سالم" (جولييت عواد) لها، بينما يقع أخوها "أحمد" في غرام "زينة" (قمر خلف) إبنة "فارس باشا". مع تقدم الحلقات تنكشف صلة قرابة بين "هدى" و"أحمد" مع "فارس باشا"، مع حبكة درامية مشوقة.

## الممثلون
- جميل عواد جسد دور (فارس باشا).
- جولييت عواد جسدت دور (الجدة أم سالم).
- سمر سامي جسدت دور (دكتورة هدى).
- جميل براهمة جسد دور ( المهندز أحمد).
- صلاح الحوراني جسد دور (عادل افندى) إبن فارس باشا.
- قمر خلف جسدت دور (زينه) أبنة فارس باشا.
- عبد الكريم القواسمي جسد دور (أبو شلفه) صاحب الدكان الوحيد بالمنسية و المملوك لعادل أفندي.
- محمد ختوم جسد دور (شلبى).
- حابس حسين جسد دور (ضبع) رجل فارس باشا في المنسية.
- زياد أبو سويلم جسد دور (فضل).
- رفعت النجار جسدت دور (صبحه) أخت راجح الجبلى.
- حسن ختوم جسد دور (عطوف).
- إيمان كامل جسدت دور (نوره) زوجة فضل.
- يوسف يوسف جسد دور (دغش).
- علي عبد العزيز جسد دور (سالم) أب كل من هدى وأحمد، وأخ فارس باشا.

## روابط خارجية
المنسية على موقع كلاسيك